# Macropsis
Macropsis är ett släkte av insekter som beskrevs av Lewis 1834. Macropsis ingår i familjen dvärgstritar.

## Bildgalleri

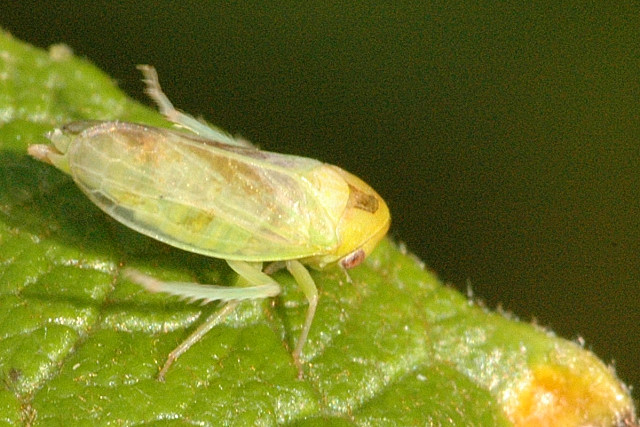
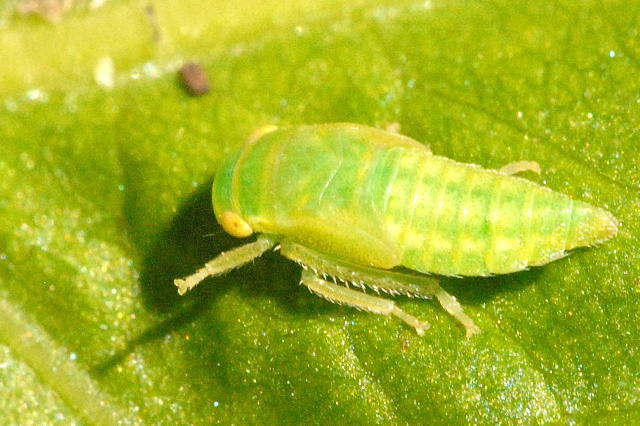
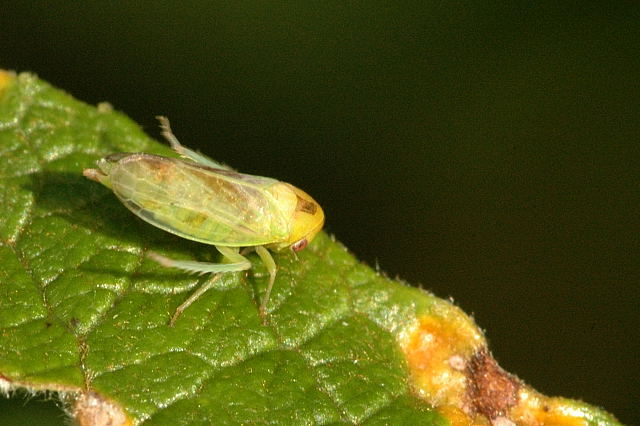

## Dottertaxa tillMacropsis, i alfabetisk ordning[1][2]
- Macropsis abdullaevi
- Macropsis abscondens
- Macropsis acapulco
- Macropsis acrotirica
- Macropsis aethiopica
- Macropsis africana
- Macropsis albidula
- Macropsis albinata
- Macropsis albinervis
- Macropsis alluaudi
- Macropsis araxes
- Macropsis arenicola
- Macropsis arenosus
- Macropsis aristogeiton
- Macropsis arslanbobica
- Macropsis asiatica
- Macropsis asper
- Macropsis ater
- Macropsis aureocephala
- Macropsis aurifera
- Macropsis bajanagti
- Macropsis bakeri
- Macropsis basalis
- Macropsis benguetensis
- Macropsis berberidicola
- Macropsis berberidis
- Macropsis bicolorata
- Macropsis bifasciata
- Macropsis bimaculata
- Macropsis bitaeniata
- Macropsis borealis
- Macropsis brabantica
- Macropsis brunnescens
- Macropsis brunomaculata
- Macropsis bugarama
- Macropsis bussaensis
- Macropsis calaber
- Macropsis californiensis
- Macropsis campbelli
- Macropsis canadensis
- Macropsis canariensis
- Macropsis cannabis
- Macropsis capensis
- Macropsis castanicolor
- Macropsis cerea
- Macropsis cereus
- Macropsis ceylonica
- Macropsis chazarianus
- Macropsis chinai
- Macropsis chlorotica
- Macropsis cinerea
- Macropsis citrinus
- Macropsis citronella
- Macropsis costalis
- Macropsis cyanescens
- Macropsis daurica
- Macropsis decisa
- Macropsis declivus
- Macropsis delhiensis
- Macropsis delongi
- Macropsis demavendinus
- Macropsis desertus
- Macropsis deviridis
- Macropsis dimorpha
- Macropsis dispar
- Macropsis dixiensis
- Macropsis duuschulus
- Macropsis eburneus
- Macropsis eleagni
- Macropsis emeljanovi
- Macropsis federalis
- Macropsis feminis
- Macropsis ferrax
- Macropsis ferrugineoides
- Macropsis fieberi
- Macropsis flavida
- Macropsis flavomaculatus
- Macropsis flavopallida
- Macropsis flavovirens
- Macropsis flexus
- Macropsis flindersi
- Macropsis formosa
- Macropsis formosana
- Macropsis friesei
- Macropsis fumipennis
- Macropsis furcapicea
- Macropsis fusca
- Macropsis fuscata
- Macropsis fuscinervis
- Macropsis fuscoguttatus
- Macropsis fuscopunctata
- Macropsis fuscovenosa
- Macropsis fuscula
- Macropsis fusculus
- Macropsis gagnei
- Macropsis ganeshai
- Macropsis gerhardi
- Macropsis gibbus
- Macropsis gigas
- Macropsis glandacea
- Macropsis gracilis
- Macropsis graminea
- Macropsis gravesteini
- Macropsis gressitti
- Macropsis grossa
- Macropsis hamiltoni
- Macropsis harrisoni
- Macropsis haupti
- Macropsis heracleionica
- Macropsis hesperia
- Macropsis hierroensis
- Macropsis hinganensis
- Macropsis hippodameia
- Macropsis hispanus
- Macropsis hobartensis
- Macropsis hulthemiae
- Macropsis hyalita
- Macropsis ibragimovi
- Macropsis idae
- Macropsis igniscutellata
- Macropsis ilandagicus
- Macropsis iliensis
- Macropsis illota
- Macropsis impura
- Macropsis infuscata
- Macropsis infuscatus
- Macropsis insignis
- Macropsis inversalis
- Macropsis involutus
- Macropsis ioculator
- Macropsis irenae
- Macropsis irrorata
- Macropsis ishiharai
- Macropsis jocosa
- Macropsis jozankeana
- Macropsis kaahemica
- Macropsis kalbensis
- Macropsis kanakapurensis
- Macropsis kanongensis
- Macropsis karnatakana
- Macropsis kolarensis
- Macropsis kundui
- Macropsis lamellaris
- Macropsis leporina
- Macropsis leucasasperae
- Macropsis lincolnensis
- Macropsis linnavuorii
- Macropsis lovedalensis
- Macropsis lusis
- Macropsis luteus
- Macropsis maculatus
- Macropsis majusculus
- Macropsis makarovi-unav.
- Macropsis malagasis
- Macropsis marginatus
- Macropsis matsudanis
- Macropsis matsumurana
- Macropsis megerlei
- Macropsis meifengensis
- Macropsis mendax
- Macropsis mexicana
- Macropsis microceps
- Macropsis microcerea
- Macropsis micropunctata
- Macropsis minuscula
- Macropsis mulsanti
- Macropsis multa
- Macropsis multiguttata
- Macropsis murina
- Macropsis myrmecophila
- Macropsis najas
- Macropsis nepalica
- Macropsis nigra
- Macropsis nigraflavida
- Macropsis nigrolineata
- Macropsis nigrosignatus
- Macropsis norrisi
- Macropsis notata
- Macropsis obscurinervis
- Macropsis occidentalis
- Macropsis ocellatus
- Macropsis octonotata
- Macropsis octopunctata
- Macropsis oncopsimilis
- Macropsis orestes
- Macropsis orientalis
- Macropsis osborni
- Macropsis pallidinota
- Macropsis palustris
- Macropsis parvus
- Macropsis perornata
- Macropsis perpetua
- Macropsis persimilis
- Macropsis pictipes
- Macropsis populicola
- Macropsis prasina
- Macropsis prasinus
- Macropsis pseudomulsanti
- Macropsis pulchra
- Macropsis punctifrons
- Macropsis punica
- Macropsis quadrimaculata
- Macropsis quercus
- Macropsis recurvous
- Macropsis regalis
- Macropsis remota
- Macropsis reversalis
- Macropsis rhea
- Macropsis rigidus
- Macropsis rizali
- Macropsis robusta
- Macropsis rubrosternalis
- Macropsis rufescens
- Macropsis rufocephalus
- Macropsis sahlbergi
- Macropsis salicicola
- Macropsis salicis
- Macropsis sattibaevi
- Macropsis sauroni
- Macropsis scabrosa
- Macropsis scopulus
- Macropsis scotti
- Macropsis scutellata
- Macropsis scutellatus
- Macropsis sexpunctata
- Macropsis shrideviae
- Macropsis sibirica
- Macropsis simplex
- Macropsis smitae
- Macropsis sohii
- Macropsis sordida
- Macropsis speculum
- Macropsis stigmatipennis
- Macropsis sundara
- Macropsis suspecta
- Macropsis sympatrica
- Macropsis tarbagataica
- Macropsis tasmaniensis
- Macropsis tithonia
- Macropsis trestriata
- Macropsis tricostatus
- Macropsis trimaculatus
- Macropsis tristis
- Macropsis trivialis
- Macropsis tuberculata
- Macropsis tunicata
- Macropsis turneri
- Macropsis tuvensis
- Macropsis ulmaria
- Macropsis ulmi
- Macropsis unicolor
- Macropsis vagdeviae
- Macropsis validiuscula
- Macropsis valiturus
- Macropsis vallaris
- Macropsis warburgii
- Macropsis variabilis
- Macropsis wellingtonensis
- Macropsis venusta
- Macropsis verbae
- Macropsis vestita
- Macropsis vicina
- Macropsis wilsoni
- Macropsis vinea
- Macropsis viridinervis
- Macropsis viridis
- Macropsis vittata
- Macropsis xena
- Macropsis xerophila
- Macropsis zebra
- Macropsis ziziphi